# Хелене Флуд
Хелене Флуд (на норвежки: Helene Flood) е норвежка психоложка и писателка на произведения в жанра психологически трилър, криминален роман, популярна и научна литература.

## Биография и творчество
Хелене Флуд Ааквааг е родена през 1982 г. в Осло, Норвегия. Завършва психология в Университета на Осло.
През 2012 г. е наета като изследовател, а след това като научен сътрудник в Националния център на знания за насилие и травматичен стрес (NKVTS) намиращ се в университетската болница към Университета на Осло. Тя изследва насилието и свързаните с травмата вина и срам. Като научен сътрудник получава през 2016 г. докторска степен по психология и става старши научен сътрудник в Националния център. Авторка е множество научни трудове по специалността.
Първият ѝ роман „Heis med Houdini“ (Асансьор с Худини) е издаден през 2008 г. Той е младежки роман, в който разочарованата от живота след училище Ребека се отправя на импровизирано пътешествие из Европа с най-добрия си приятел гея Алекс и в хода на няколко месеца двамата преминават през приятелството, любовта и еротиката, предателство, мисли за самоубийство и сериозно заболяване.
През 2018 г. е издадена документалната ѝ книга „Hei, skam“ (Здравей, срам), в която развива темата за чувството на срам, защо се появява и какво ни причинява.
Трилърът ѝ „Терапевтът“ е издаден през 2019 г. Младата психолог Сара ръководи частна практика за млади хора от офис над гаража в голямата, наследена вила, която е в процес на ремонт. Тя живее в нея заедно със съпруга си, амбициозния и претоварен архитект Сигурд. Един ден тя получава странно съобщение от съпруга си, че е пристигнал в хижата, където ще прекара уикенда със свои приятели, но от там ѝ се обаждат, че не са го виждали, а по-късно полицията ѝ съобщава че е бил убит. Останала сама в полузавършената къща, в която вещи изчезват и се появяват отново, и се чуват стъпки през нощта, започва да се съмнява в собствената си реалност и в непогрешимата си памет.
Хелене Флуд живее със семейството си в Осло.

## Произведения

### Самостоятелни романи
- Heis med Houdini (2008)[2]
- Terapeuten (2019)
Терапевтът, изд. „Книги за всички“ (2021), прев. Галина Узунова
- Elskeren (2021)[1]

### Документалистика
- Hei, skam (2018)[2]